# Henryk Jurkiewicz
Henryk Jurkiewicz (ur. 27 lutego 1926 w Glichowie, zm. 26 listopada 2012 w Kielcach) – polski geolog, profesor nauk przyrodniczych, w latach 1981–1984 rektor Wyższej Szkoły Pedagogicznej w Kielcach.

## Życiorys
Trzy klasy gimnazjum ukończył na tajnych kompletach w czasie niemieckiej okupacji. Mając 17 lat został wywieziony przez Niemców do obozu pracy przymusowej Plaszow, skąd uciekł. Maturę zdał w Krakowie w 1948, a cztery lata później ukończył studia z zakresu geologii na Uniwersytecie Jagiellońskim. W 1961 na podstawie pracy Otwornice paleogenu polskich Karpat Środkowych uzyskał stopień naukowy doktora w Państwowym Instytucie Geologicznym. Habilitował się tamże w 1973 w oparciu o rozprawę Budowa geologiczna podłoża centralnej części niecki miechowskiej, opublikowaną w „Biuletynie Geologicznym”.
Na początku lat 50. podjął pracę w Przedsiębiorstwie Poszukiwań Naftowych w Krakowie, skąd został przeniesiony do oddziałów w Krośnie (1954) i Jaśle (1955). W latach 1961–1978 pracował w Oddziale Świętokrzyskim Państwowego Instytutu Geologicznego w Kielcach, będąc zastępcą dyrektora. Od 1978 do 1979 kierował Centralnym Laboratorium Naftowym w Wołominie, odpowiadając za przygotowanie organizacyjne i techniczne tej jednostki do podjęcia prac na potrzeby przemysłu naftowego.
W 1973 został zatrudniony w Wyższej Szkole Pedagogicznej w Kielcach. W WSP zorganizował i kierował Pracownią Zoologii w Instytucie Biologii na Wydziale Matematyczno-Przyrodniczym. Później utworzył Pracownię Geologii i Gleboznawstwa w Instytucie Geografii. Na przełomie lat 70. i 80. pełnił funkcję wicedyrektora do spraw naukowych i dyrektora tego instytutu. W 1981 został profesorem nadzwyczajnym, a 1 września tego roku wybrano go rektorem Wyższej Szkoły Pedagogicznej w Kielcach. Funkcję tę sprawował do 31 sierpnia 1984. W 1991 został profesorem zwyczajnym, a w 1999 przeszedł na emeryturę. W trakcie kariery akademickiej wypromował ponad 130 licencjatów, 260 magistrów geografii i biologii oraz siedmiu doktorów geologii. Był recenzentem kilkunastu rozpraw doktorskich i trzech habilitacyjnych. Dokonał trzech ocen dorobku naukowego na tytuł profesora.
Jako pierwszy w Polsce udowodnił występowanie otwornic na wtórnym złożu. Określił ich skład gatunkowy w warstwach krośnieńskich – inoceramowych i czarnorzeckich. W swoich publikacjach dowiódł także występowania paleocenu w jednostce skolskiej Karpat. Opisany przezeń nowy gatunek otwornicy Glomospira został wyeksponowany w Muzeum Przyrodniczym w Londynie. Jego prace dotyczące otwornic i ich zastosowania w stratygrafii cytowane są w literaturze światowej. Za pracę naukową i dydaktyczną został odznaczony m.in. Krzyżem Kawalerskim Orderu Odrodzenia Polski, Złotym i Srebrnym Krzyżem Zasługi oraz Medalem Komisji Edukacji Narodowej. Był wieloletnim członkiem Polskiego Towarzystwa Geologicznego.
W 1983 był członkiem Rady Krajowej Patriotycznego Ruch Odrodzenia Narodowego.